# Austrochloritis ascensa
Austrochloritis ascensa é uma espécie de gastrópode  da família Camaenidae.
É endémica da Austrália.